# Noguchi Wataru
Wataru Noguchi (sinh ngày 18 tháng 1 năm 1996) là một cầu thủ bóng đá người Nhật Bản.

## Sự nghiệp câu lạc bộ
Wataru Noguchi đã từng chơi cho Giravanz Kitakyushu.